# Манастир Блишкова
Манастир Блишкова се налази у селу Блишково, у близини Бијелог Поља, у Црној Гори. Припада Епархији будимљанско-никшићкој Српске православне цркве. Посвећен је ваведењу пресвете Богородице.

## Предање и прошлост
Име села Блишково по предању које се сачувало међу мјештанима води поријекло од ријечи "Бли(ж)ш-ково" што означава "мјесто које се налази у "близини" - "Блиш" неког мјеста, односно Брскова, у којем се ковао новац. Сигурно је једно, да назив Блишково има везе са „ковањем“ јер се у селу до данас сачувао топоним Ковачевац. У Блишкову се налазио манастир посвећен Ваведењу Пресвете Богородице. Налази се на мјесту Манастировина на Зећовини. Данас се овај манастир, који је познат у књижевности као манастир Блишково, обнавља.
Подигао га је Вукан Немањић. Тачно вријеме грађења богомоље и оснивање манастира није познато. По Владимиру Петковићу, богомоља је могла бити из 13-14. вијека, али такво рано датовање није потврђено археолошким налазима и досадашњим истраживањима. Иако по градитељском рјешењу црква може бити и из средњег вијека, судећи према начину градње, постојању дрвеног тријема на западу, својственом поду сличном оном у цркви Свете Тројице манастира Мајсторовине, највјероватније да је црква подигнута крајем 16. вијека. Из тог времена потичу и најстарији писани подаци. Тако је 1615. године еклисијарх Лонгин приложио Минеј написан при настојатељу Антонију, а посебно је занимљив запис пишчев на Минеју по коме је књигу писао „под црквеном стрехом седећи“. Значајан је податак и натписа над вратима у припрати у коме се помиње настојатељ Макарије и за који се сматра да потиче можда из 17. вијека, прије 1615. године. По Владимиру Петковићу, манастир Блишково је одавно у рушевинама, али тачно вријеме рушења није утврђено. Судећи по томе да се манастир спомиње и почетком 18. вијека, вјероватно је до рушења дошло послије тог времена.
Посљедњи настојатељ овог манастира, Ђорђе Варага, побјегао је од турског безакоња у Свету Гору. Блишкова се помиње и у Сопоћанском поменику с почетка 18. вијека.